# (4770) Lane
(4770) Lane (1989 PC) – planetoida z pasa głównego asteroid okrążająca Słońce w ciągu 4,85 lat w średniej odległości 2,86 j.a. Odkryta 9 sierpnia 1989 roku.